# 血栓彈性分析
血栓彈性分析（ thromboelastometry， TEM ），以前稱為旋轉血栓彈力圖（rotational thromboelastography，ROTEG）或旋轉血栓彈力分析（ rotational thromboelastometry，ROTEM ），是一種用於全血止血測試的的粘彈性分析。  它是對傳統血栓彈力圖 （TEG，最初由H. Hartert在1948年提出）的改進方式，以分析凝血過程和隨後的先微溶解過程中，凝血因子與其抑制劑、抗凝劑、血球（尤其是血小板）的相互作用。 流變條件模仿了靜脈血液的緩慢流動。 TEM使用ROTEM全血分析儀（Tem Innovations GmbH，慕尼黑）進行分析，是對血栓彈力圖的增強，描述。 
傳統的血栓彈力圖是一種針對凝血障礙和藥物作用的全面檢查。但TEM主要與適當的區辨檢測結合使用。它們允許在有治療性濃度肝素時進行測試，並提供不同的診斷信息以協助治療決策，也越來越常用於治療現場與急診用途。 TEM可同時檢測凝血過程的低下與過高，可能是診斷血中纖維蛋白溶解過速的唯一可靠的快速檢測方法。與標準凝血測試相反， 第13因子（factor XIII）的血纖維蛋白穩定作用有助於檢查結果。 TEM可快速獲得結果，有助於鑑別手術導致的出血與真正的凝血障礙區，以有效使用血液製品 ，濃縮因子， 抗凝劑和魚精蛋白 ，止血藥和抗纖維蛋白溶解藥物的使用。   研究指出由於減少血液製品的消耗，使用TEM具有成本效益。   

## 方法
使用電子移液器將血液（300 µl，用檸檬酸鹽抗凝）放入拋棄式比色管中。有個拋棄式銷釘，以細軸連接到薄彈簧（相當於血栓彈力圖測試中的哈特爾特扭力絲（Hartert's torsion wire）），緩慢來回振盪。懸掛在血樣中的銷釘信號由光學偵測器傳輸。添加適當的試劑後開始測試，儀器測量並以圖形顯示血塊成形與分解過程中，各階段的彈性變化。一般測試溫度為37 °C，但可以選擇不同的溫度，例如對於體溫過低的患者。  與應用類似鐘擺原理的血栓彈力圖測試不同，TEM 粘彈性檢測系統的設計（圖1）使其非常堅固，且對機械衝擊或振動不敏感。

## 結果
TEM的主要結果是反應曲線，顯示血塊形成或溶解時，其彈性與時間之間的關係。該曲線也稱為TEM圖。由四個關鍵參數描述凝血曲線。超過10個額外的計算所得參數，包括衍生曲線，可用於特定研究應用（例如血友病、血小板病變，或重組FVIIa的效果），可用於研究目的。

## 測量參數
CT （凝血時間）：從血樣中添加起始試劑，到血塊開始形成時，其間的時間。 CT延長可能是凝血功能缺陷（主要是凝血因子或肝素）的結果（取決於所用的測試）。比較INTEM與HEPTEM檢查所得的CT時間，可以得知是否可能為肝素的作用。 CT縮短表示凝血功能過高。
CFT （血塊形成時間）和Alpha角 ：Alpha角是血塊硬度為0毫米與血塊硬度為20毫米之間的曲線的角度，而CFT指從CT到血塊硬度為20毫米之間的時間。這些參數表示固體血塊形成的速度，主要受血小板功能的影響，但是在一定程度上也受到纖維蛋白原和凝血因子起作用。 CFT延長（或較低的α角）通常是由於血小板功能不良，血小板計數低，纖維蛋白聚合異常，或纖維蛋白原低下所致。第13因子也似乎參與了這一階段。  在INTEM檢查時，較高濃度的肝素也可以延長CFT，但在HEPTEM，EXTEM，FIBTEM或APTEM中不會延長CFT。 CFT縮短（或較高的α角）顯示凝血能力強。
MCF （maxumum clot firmness，血塊最大硬度）：MCF是曲線上的最大垂直振幅 。它反映了纖維蛋白和血小板凝塊的絕對強度。低MCF表示血小板數量或功能降低，纖維蛋白原濃度降低，纖維蛋白聚合失調，或第XIII因子活性降低。血塊的機械性強度較弱，意味著嚴重的出血風險，應立即開始治療。高劑量的肝素可以降低INTEM分析中的MCF，但不能降低HEPTEM，EXTEM，FIBTEM或APTEM中的MCF。
A5，A 10，A15或A20值：從CFT開始，在10、15或20分鐘後的血塊硬度，可於早期預估MCF值。最近有研究探討超過800個肝臟移植案例的A15值。 A15值的優點是能協助更早決定治療方式。
LI 30 （Lysis Index after 30 minutes，30分鐘後的溶解指數）和ML （Maximum Lysis，最大溶解度）：LI30值是於CT開始後後30分鐘，殘存血塊相對於MCF值之穩定性的百分比。也可以在其他時間點（45或60分鐘）計算出相似的值。 ML參數描述了在任何選定時間點或測試停止時，所喪失的血塊穩定性百分比（相對於MCF，以％為單位）。 LI（X）值低或ML值高，表示纖維蛋白溶解過度。儘管在正常血液中纖維蛋白溶解活性非常低，但是在臨床血樣中，由於纖維蛋白溶解過強，導致血塊穩定性迅速喪失，可能導致出血性併發症。可以服用抗纖維蛋白溶解藥物來治療。

## TEM測定
最初， 血栓彈力圖（thromboelastography）以用全血血樣進行，除使用檸檬酸鹽抗凝血的鈣以外，無添加其他試劑。其可提供了血塊形成，穩定和分解等階段的概觀。在單一原因的凝血異常疾病時，產生的反應曲線可能非常典型。但是，在大多數臨床情況下，這種方法有嚴重的局限性。實際上各種作用有重疊之處，包括血液稀釋或大量注射抗凝劑。高劑量的肝素常導致血塊完全無法形成。而檢測中刺激凝血的步驟未受控制，會導致再現性較差，並且測試時間非常長，這對在醫療現場的應用來說並不適用。 ROTEM分析則有助於快速區分各種潛在的止血缺陷或抗凝藥物效果，進行快速的鑑別診斷，以供選擇治療策略，    減少患者所面臨的輸血風險並節省成本。   

## 檢測
INTEM：輕度激活止血的接觸階段。結果受凝血因子，血小板，纖維蛋白原和肝素的影響。低分子量肝素的濃度較高時也可檢測到。   在沒有肝素的情況下，INTEM是止血系統的篩選測試。有助於決定是否給予新鮮冷凍血漿，凝血因子，纖維蛋白原或血小板。
HEPTEM：代表在肝素酶（分解肝素或低分子量肝素的酵素）存在時進行的INTEM測定。即使在存在肝素的情況下，它也可以識別止血缺陷，其代表不受肝素或肝素類抗凝劑的干擾下的INTEM測試。 HEPTEM和INTEM的CT值之間的差異，可顯示有肝素的存在，例如意外暴露。 
EXTEM：通過生理性的凝血活化因子（組織因子）輕度活化止血過程。其結果受外部路徑凝血因子，血小板和纖維蛋白原的影響。 EXTEM是針對凝血過程中的外部路徑的篩選測試。該測定不受肝素影響（EXTEM試劑中包含肝素抑製劑）。用於決定是否給予新鮮冷凍血漿，凝血因子，纖維蛋白原或血小板。 EXTEM也是FIBTEM和APTEM的基本活化劑。
FIBTEM測試是基於EXTEM的方法，檢測血塊中的纖維蛋白。 FIBTEM使用cytochalasin D（細胞鬆弛素D），不可逆地抑制血小板，以消除血小板對於血塊形成的影響。細胞鬆弛素D是一種肌動蛋白聚合的強力抑製劑 ，可破壞肌動蛋白的微絲（是細胞骨架導致的血小板收縮的重要成分）。使用細胞鬆弛素，要比使用糖蛋白 IIb / IIIa抑制劑更為有利－－後者無法完全阻斷血小板，尤其是在血小板數目較高時。  FIBTEM可以檢測纖維蛋白原缺乏或纖維蛋白聚合異常（例如由某些血漿擴張劑引起），也可以迅速確定是否需要補充纖維蛋白原。 FIBTEM所得結果一般而言與Clauss血纖蛋白原測定法的結果有良好相關性，但還會受到纖維蛋白聚合異常的影響－－後者無法由凝血測試有效驗出。
APTEM測試是基於EXTEM的分析，試劑中含有抑肽酶（aprotinin）以抑制纖維蛋白溶解。與EXTEM相比，APTEM中血塊如有顯著改善，可檢驗猛爆性蛋白溶解過度。因此本測試有助於確定服用抗纖維蛋白溶解藥物的必要性。此外，APTEM可以估算是否僅使用抗纖維蛋白溶解治療便可使凝血正常化，或者是否必須採取其他措施（例如，施用纖維蛋白原或血小板）。

## 品質管制
ROTEM全血分析儀內建自動內部電子控製程序，此外還應使用兩種濃度的生物性品管用材料，以確認結果的品質與效度。

## 臨床應用
TEM已成功用於止血能力評估。可以在幾分鐘內檢測出複雜的止血障礙（大多數凝血疾病都可以使用），有助於迅速進行治療。全血TEM對影響止血的狀況（如血漿擴張劑或酸中毒 ）敏感－－這些狀況很難通過基於血漿的實驗室測試確定。 TEM主要應用在於心臟 ， 肝臟和大型骨科手術中，指引血液製品或濃縮因子的輸血。此外也已成功用於複雜的多重創傷 ，或作為抗纖維蛋白溶解藥物治療的決策。使用TEM可節省花費， 。建議在預計會有大量失血並需要輸血的手術中使用諸如TEM的粘彈性方法。 

## TEM的局限性
對von Willebrand因子或血小板拮抗劑（例如阿司匹林或噻吩並吡啶類（例如氯吡格雷 ））的效果無反應，而GPIIb / IIIa拮抗劑要到超過治療劑量，才會影響結果。與凝血分析相比，TEM對凝血因子缺乏症（包括口服抗凝藥）的敏感性較低。因此，TEM不能取代實驗室檢查（例如凝血酶原時間（PT）或凝血因子分析）。然而，由於檢查快速，檢查可協助鑑別診斷，TEM已成為預期大量失血的外科手術中的常用檢查方法。